# Alejandro Durán (cyclisme)
Pour l'accordéoniste et compositeur, voir Alejandro Durán. Pour les homonymes, voir Duran.
Alejandro Antonio Durán (né le 25 mars 1991 à Guaymallén) est un coureur cycliste argentin.

## Palmarès
- 2011
  - 3e du championnat d'Argentine sur route espoirs
- 2015
  -  Champion d'Argentine du contre-la-montre
  - Vuelta del Este :
    - Classement général
    - 1re étape (contre-la-montre)

  - 5e (contre-la-montre) et 7e étapes du Tour de Mendoza
  - 3e étape du Tour de San Rafael
  - 1re étape du Tour de Tupungato (contre-la-montre)
  - 3e du Tour de San Rafael
  -  Médaillé de bronze du championnat panaméricain du contre-la-montre
- 2016
  - 1re étape de la Vuelta del Este (contre-la-montre)
  - 2e étape de la Vuelta a la Bebida (contre-la-montre)
  - 3e de la Vuelta a la Bebida
- 2017
  - Clásica Coquimbito
- 2018
  - 2e de la Clásica 1° de Mayo
  - 3e du championnat d'Argentine du contre-la-montre
- 2019
  - Vuelta del Este
  - Prologue de la Vuelta General Alvear
  - 3e du championnat d'Argentine du contre-la-montre
- 2021
  - 2e du championnat d'Argentine du contre-la-montre
- 2022
  -  Champion d'Argentine du contre-la-montre
  - 3e de la Vuelta a Catamarca
- 2023
  -  Champion d'Argentine sur route
- 2024
  - 6e étape du Grand Prix Club Olimpia

## Classements mondiaux
| Année            | 2015 | 2016 | 2017 | 2018 |
| ---------------- | ---- | ---- | ---- | ---- |
| UCI America Tour | 285e | 240e |      | 387e |